# Битка код Ипса
Битка код Ипса одиграла се 301. п. н. е. у Фригији током рата дијадоха (наследника Александра Македонског). Антигон и његов син Деметрије Полиоркет се сукобљавају са Касандром (владар Македоније), Лизимахом (владар Тракије) и Селеуком (владар Вавилоније и Персије).

## Снаге противника
Антигон је био стар 80 година и поседовао је територије данашње Сирије, Турске, Либанона и Јудеје. Имао је огромну армију и дотад је победио многе непријатеље. Имао је укупно око 80.000 војника, а од тога 45.000 војника тешке пешадије, 25.000 војника лаке пешадије, 10.000 коњаника и 75 слонова.
Његови непријатељи су имали нешто мање војника (око 70.000 ), али Селеук је дошао са 400 слонова. То је била једина већа европска битка у којој су обе стране имале ратне слонове.

## Почетни распоред
Обе стране постављају фаланге у центар, а лаку пешадију и слонове истурају напред. Код стране савезника Селеук распоређује само 100 слонова напред, а остале држи у резерви. Лизимах и Селеук распоређују подједнако коњице на оба крила. С друге стране Антигон распоређује веђи део и искуснију коњицу на десну страну под командом Деметрија Полиоркета.

## Битка
У центру су се срели лака пешадија и слонови. Свака од страна је покушавала да убада непријатељске слонове, а своје да штити. Деметрије Полиоркет напада коњицом савезничку леву страну под командом Селеукова сина Антиоха. Деметрије напредује кроз савезничку леву стране, али Селеукови слонови из резерве блокирају Деметријеву намеру да нападне савезничке фаланге.
У центру Антигонове бројније и искусније трупе су биле боље у бици, али савезнички стрелци са коња ударају на Антигонову небрањено лево крило. Засути стрелама Антигонови људи почеше губити наду. Убрзо је много њих напустило битку. Обе армије су постале неорганизоване. Антигон узалудно покушава организовати своји армију, али гине под кишом стрела.

## Последице
Антигон је покушао поново ујединти Александрово царство. Овим поразом и његовом смрћу покушај уједињења је пропао, а царство се дефинитивно дели на три важна центра. Лизимах и Селеук деле Антигонове азијске територије. Лизимах добија западну Малу Азију, Касандров брат Киликију и Ликију, а Селеук остатак. Египат остаје под Птолемејидима, Македонија и Грчка су други важан центар, а Селеук са Сиријом и Вавилоном представља трећи битан центар.